# Dietmar Plath

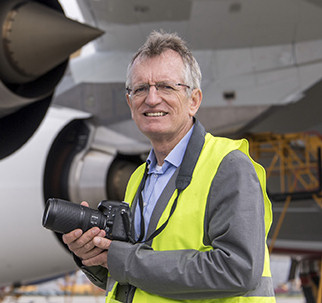
Dietmar Plath (2016)

Dietmar Plath (* 1954 in Otterstedt) ist ein deutscher Luftfahrtfotograf, Herausgeber und ehemaliger Chefredakteur des Luftfahrtmagazins Aero International sowie Autor verschiedener Bücher zur zivilen Luftfahrt.

## Leben

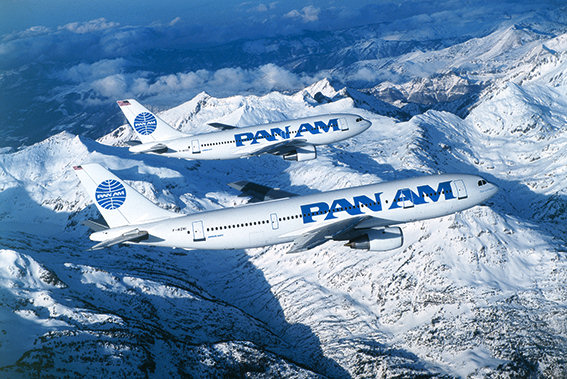
Pan Am A300 und A310 über den Pyrenäen (1985)

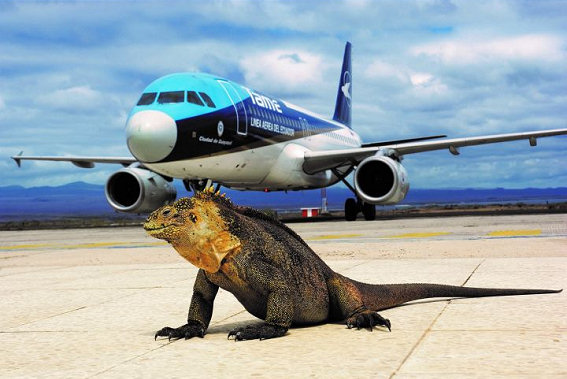
TAME A320 mit Drusenkopf auf Baltra, Galapagos (2006)

Dietmar Plath stammt aus dem niedersächsischen Otterstedt, heute ein Ortsteil von Ottersberg. Bei den Vereinigten Flugtechnischen Werken (VFW) in Bremen absolvierte er von 1970 bis 1972 eine Ausbildung zum Industriekaufmann und wurde anschließend Pressereferent des Unternehmens. 1981 verschmolzen die VFW mit dem Messerschmitt-Bölkow-Blohm-Konzern, der Ende der 1980er Jahre von der Deutschen Aerospace AG übernommen wurde, einem Unternehmen des Airbus-Konsortiums. Dort wurde Plath 1993 Leiter der Presse- und Öffentlichkeitsarbeit von Airbus Deutschland in Hamburg-Finkenwerder.
Seit den 1980er Jahren ist Plath auch als Fotojournalist tätig. Er bereiste mehr als 130 Länder und besuchte rund 530 Flughäfen und 370 Fluggesellschaften (Stand: 2016). Dabei entstanden Fotoreportagen für Magazine wie Geo, Stern, Time, Aero International, Flight International und Aviation Week. 1993 überlebte er nur knapp einen Absturz mit einem Wasserflugzeug im Dschungel von Französisch-Guayana.
1996 verließ er den Airbus-Konzern, um Anfang 1997 die Leitung der Aero-International-Redaktion zu übernehmen. Seit 2015 ist er Herausgeber des Magazins.
Plath ist Autor mehrerer Luftfahrt-Bildbände und Mitautor von Büchern über zivile Flugzeugtypen.

## Flugzeugabsturz von 1993
Im Oktober 1993 reiste Dietmar Plath zusammen mit dem NDR-Fernsehmoderator Gunter Hartung und einem Arbeitskollegen durch Französisch-Guayana. Bei einem Flug mit drei gecharterten Wasser-Kleinflugzeugen von der Landeshauptstadt Cayenne zu den Wasserfällen von Grand Kanori gerieten sie zwischen mehrere Regenfronten. Die Sicht zum Fluss Approuague, der einzigen Landemöglichkeit, war versperrt. Nach etwa 20 Minuten war der Treibstoff von Hartungs Flugzeug aufgebraucht; zusammen mit seinem Pilot erlitt er eine Bruchlandung im dicht bewachsenen Dschungel. Wenige Minuten später stürzte auch das Flugzeug von Plath ab, gefolgt von der dritten Maschine. Plath und Hartung erlitten schwere Verletzungen.
Eine Boeing 747 im Landeanflug auf den Flughafen Cayenne-Rochambeau hatte den letzten Notruf des Piloten von Gunter Hartung aufgefangen, und eine in der Nähe befindliche Transall der französischen Luftstreitkräfte hatte die Kommunikation der Boeing mit der Flugsicherung mitgehört. Die Besatzung der Transall startete eine Suchoperation und konnte das dritte Wasserflugzeug wenige Sekunden vor dessen Absturz ausmachen. So war die Absturzstelle bekannt, und alle sechs Personen konnten am nachfolgenden Tag per Hubschrauber-Aufseilung gerettet werden. Der Kommandant der Transall wurde mit dem Verdienstkreuz am Bande des Niedersächsischen Verdienstordens ausgezeichnet.

## Werke (Auswahl)
- Mit Karl Morgenstern: Airbus. Geschichte – Unternehmen – Flugzeugtypen., Motorbuch Verlag 2003
- Mit Achim Figgen: Boeing Verkehrsflugzeuge: Von den Anfängen bis zur 787, Bruckmann Verlag 2006
- Take-Off, Bruckmann Verlag 2007
- Up and Away: Luftfahrt weltweit – die schönsten Fotografien von Dietmar Plath, GeraMond Verlag 2011
- Mit Achim Figgen: Typenatlas Verkehrsflugzeuge: Alle Passagier- und Frachtmaschinen, GeraMond Verlag 2013

## Ausstellungen
- Up and Away, Freiluft-Fotoausstellung auf dem Überseeboulevard in der Hamburger HafenCity, 2016[8][3]